# Haggard
Haggard este o formație germană de metal simfonic. În primii ani (1991-1994) a abordat stilul death metal, urmând ca apoi să se axeze pe stilul care i-a consacrat, un stil destul de greu de definit (metal simfonic cu puternice influențe clasice, medievale, dar și de death metal și doom metal).

## Discografie

### Demo-uri
- Introduction  (1992)
- Progressive (1994)
- Once... Upon A December´s Dawn (1995)

### Albume
- And Thou Shalt Trust... the Seer (1997)
- Awaking the Centuries (2000)
- Awaking the Gods: Live In Mexico (2001)
- Eppur Si Muove (2004)
- Tales of Ithiria (2008)

### DVD-uri și casete video
- In A Pale Moon's Shadow (VHS) (1998)
- Awaking the Gods: Live In Mexico (DVD/VHS) (2001)